# Monte Naranco
Le monte Naranco est une montagne qui s'élève à 636 m d'altitude et qui domine la ville d'Oviedo, en Espagne.
Les églises préromanes du monte Naranco se situent à 4 km au nord-ouest de la ville, sur le versant sud de la montagne. Ce site offre un panorama sur Oviedo et, au loin, sur les pics d'Europe.
Ramire Ier (842-850) eut un règne agité car il dut repousser, près de La Corogne, en 844, les Vikings qui attaquaient pour la première fois la côte nord de la péninsule, puis faire face à une offensive arabe. Ce roi fut aussi le promoteur de la construction de monuments qui témoignent d'un art architectural asturien inspiré[non neutre] et novateur[réf. nécessaire]. Ainsi, sur la colline dominant Oviedo, furent édifiés, avec d'autres édifices aujourd'hui disparus, le palais royal, parfaitement conservé et transformé en sanctuaire, Santa Maria, et l'église San Miguel de Lillo, dont ne subsistent que la façade et deux travées de la nef. Leur architecte, maître Tioda, est appelé le maître de Naranco, du nom de la colline.
Le monte Naranco figure depuis 1985 sur la liste du patrimoine mondial de l'Unesco.
Il a également été jusque dans le milieu des années 1990 une des arrivées d'étapes régulières du Tour d'Espagne. Il sert également de théâtre à l'arrivée d'une des semi-classiques espagnoles les plus importantes du printemps : la Subida al Naranco (littéralement « montée du Naranco »).

## Arrivées duTour d'Espagne
- 1974 : José Manuel Fuente  Espagne
- 1984 : Julián Gorospe  Espagne
- 1986 : Marino Lejarreta  Espagne
- 1988 : Álvaro Pino  Espagne
- 1990 : Alberto Camargo  Colombie
- 1991 : Laudelino Cubino  Espagne
- 1992 : Francisco Javier Mauleón  Espagne
- 1993 : Tony Rominger  Suisse
- 1994 : Bart Voskamp  Pays-Bas
- 1995 : Laurent Jalabert  France
- 1996 : Daniele Nardello  Italie
- 1997 : José Vicente García Acosta  Espagne
- 2013 : Joaquim Rodríguez  Espagne
- 2016 : David de la Cruz  Espagne